# St. Josef (Mönchengladbach)

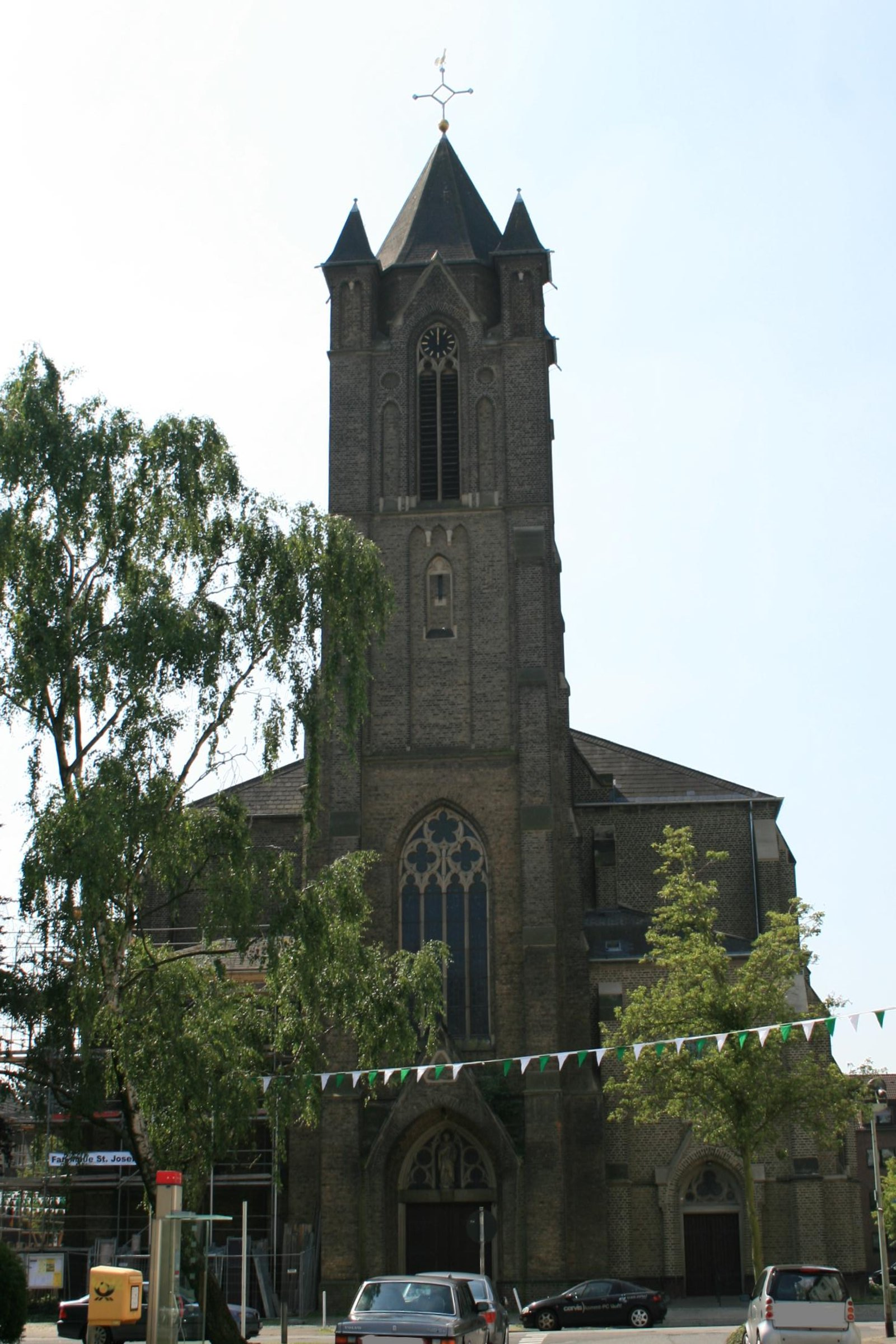
Kirche St. Josef (2010)

Die katholische Pfarrkirche St. Josef steht im Stadtteil Dahl von Mönchengladbach (Nordrhein-Westfalen), Richard-Wagner-Straße 26.
Das Kirchengebäude wurde 1894–1896 erbaut und am 26. Januar 1989 unter Nr. R 033 in die Denkmalliste der Stadt Mönchengladbach eingetragen.

## Architektur
Der Bau der Kirche St. Josef ist eng mit der Bildung der Pfarre verbunden. 1894 fand der erste Spatenstich statt, und nach zweijähriger Bauzeit 1896 die Einweihung. Es handelt sich um eine übergewölbte Hallenkirche. Durch Kriegseinwirkungen wurde sie stark beschädigt.
Bei der Wiederherstellung veränderte man den Typ der neogotischen Kirche entscheidend. Der lange schlanke Turmhelm des viergeschossigen Kirchturms wurde 1967 durch ein extrem verkürztes und gedrungenes Pyramidendach ersetzt. Die Dächer der Seitenschiffe wurden einheitlich als leicht geneigte Pultdächer und die Dächer der Querschiffe als Walmdächer ausgeführt. Die Unterschutzstellung dieses für Hermges bedeutenden sakralen Bauwerks steht im öffentlichen Interesse.

## Glocken
Für die St.-Josef-Kirche in Hermges hat die renommierte Glockengießerei Otto aus Hemelingen/Bremen in den Jahren 1900, 1901/1902, 1925 und 1927 wiederholt Bronzeglocken gegossen. Die vier Bronzeglocken aus dem Jahr 1925 sind heute noch existent. Sie haben die Schlagtonreihe: h0 – d' –e' – fis‘‘. Die Glocken haben folgende Durchmesser 1650 mm, 1350 mm, 1200 mm und 1050 mm und wiegen zusammen 6.504 kg.